# میزلسیه (استان اشوی‌داشکسیه)
میزلسیه (به لهستانی: Międzylesie) یک منطقهٔ مسکونی در لهستان است که در گمینا وشچووا واقع شده‌است.